# I lottatori (Courbet)
I lottatori (Lutteurs) è un dipinto realizzato nel 1853 da Gustave Courbet, attualmente conservato nel museo di belle arti di Budapest.

## Storia
Questa tela venne esposta per la prima volta al Salon del 1853, accanto alle Bagnanti, delle quali sarebbe stata il pendant. In una lettera rivolta ai suoi genitori, il 13 maggio 1853, Courbet disse di aver coperto le nudità dei Lottatori e che finora la critica non aveva detto nulla, né di buono né di cattivo, allorché Le bagnanti divisero il pubblico; il posizionamento della tela durante l'esposizione spiega senza dubbio questo silenzio della critica. Egli rivelò inoltre che la cornice deriva da una sua vecchia tela, che rappresentava La notte classica di Valpurga (1841), ispirata alla leggenda di Faust ed esposta al Salone del 1848, e che aveva dovuto ridipingere il quadro per motivi economici.
Per la sua dimensione sculturale, l'opera ispirerà tra gli altri Alexandre Falguière per i suoi Lottatori, una tela del 1875.
Entrata dopo il 1867 nella collezione del barone Léon Hirsch a Chenonceaux, venne acquistata nel 1908 da Ferenc Hatvany, un ricco ungherese di Budapest, lo stesso acquirente de L'origine del mondo nel 1913.
Nel 2012, I lottatori furono presentati al museo d'Orsay e dunque per la prima volta in Francia da quando si conservano al museo di belle arti budapestino, dove erano entrati nel maggio del 1952 e dove furono restaurati nel 2010.

## Descrizione

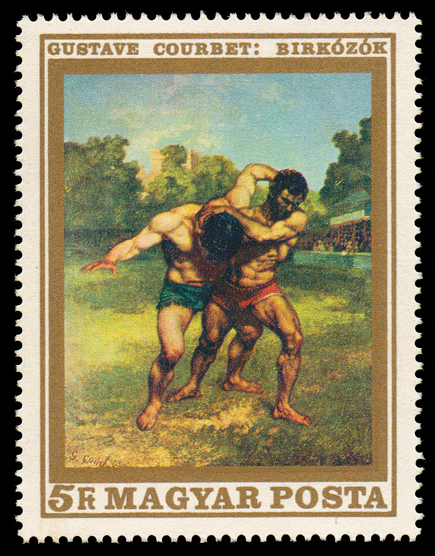
Un francobollo ungherese del 1981 ispirato al dipinto.

Quest'olio su tela mostra, al centro di un formato verticale di dimensioni molto grandi, due lottatori muscolosi, uno dei quali è barbuto, che combattono in pieno giorno su un terreno erboso. In secondo piano, a destra, si trova il pubblico e sullo sfondo, sovrastante le altre platee, una vasta macchia di alberi, dalle sommità dei quali si intravedono le cime degli edifici.
Il lottatore con i calzoncini rossi, grazie a una presa, sta per buttare in avanti e al suolo il lottatore con i calzoncini verde scuro, che, nonostante abbia la testa abbassata, resiste con la mano sinistra che preme sulla testa dell'avversario.
Esaminando attentamente la tela si può notare, sopra la mano del personaggio di sinistra, nel verde degli alberi, l'iscrizione: Pierre ...SON, lutteur de Paris ("Pierre ...SON, lottatore di Parigi").

## Analisi
Lo sport qui rappresentata potrebbe essere la lotta francese, ispirata alla lotta greco-romana. Un'annotazione rivela che la scena è ambientata nel vecchio ippodromo situato negli Champs-Élysées a Parigi.
L'interpretazione di questa tela pone una moltitudine di domande. Si tratta di una scena che si riferisce a un semplice spettacolo di una fiera o a una competizione? I corpi dei lottatori, nel grado di realismo che Courbet adopera per raffigurarli, rimandano a uno stereotipo? Perché l'artista avrebbe posto tanto vuoto tra i lottatori e il pubblico? Perché c'è questa impressione che i due corpi siano incollati su uno sfondo troppo grande per loro ma che riempiono? Ci sono più domande aperte riguardo a questo quadro che deduzioni, più incertezze che convinzioni.
Qui Courbet si dimostra molto attento all'anatomia, come faceva per tutti i suoi nudi. I corpi mascolini presentano un aspetto massiccio, imbarcato, quasi grezzo, e contrastano con i canoni estetici dell'epoca. Secondo Federica Rovati, queste caratteristiche lascerebbero intendere che probabilmente gli atleti sono degli operai che cercavano di arrotondare lo stipendio nelle officine industriali esibendosi alle fiere.